# Сергеев, Константин Фёдорович
Константи́н Фёдорович Серге́ев (25 июля 1931, д. Майково, Калининская область (ныне Тверская область) — 29 апреля 2010, Южно-Сахалинск) — советский и российский учёный-геолог, геофизик, геохимик, член-корреспондент РАН, почётный ветеран Дальневосточного отделения РАН и Почётный гражданин Сахалинской области.

## Биография
Родился в крестьянской семье. Отец погиб на фронте, воспитывался матерью Александрой Григорьевной. Константин Фёдорович учился в тяжёлых условиях, в деревне Майково, что в Калининской (теперь Тверской) области, не было средней школы. Приходилось отправляться пешком за шесть километров в районный центр.
В 1950 году, окончив школу с серебряной медалью, поступил в Московский авиационный институт, однако его пришлось оставить и перевестись в Ленинградский горный институт, по причине весьма существенной — там стипендия на первом курсе была на сто рублей выше, выдавалась к тому же форменная одежда.
В 1956 году окончил нефтяной факультет Ленинградского горного института по специальности «Геология и разведка нефтяных и газовых месторождений».
В сентябре 1956 года он прибыл в город Оха на севере Сахалина. Три года работал в полевой сейсмологической партии организации «Дальморнефтегеофизика».
Весной 1959 года переехал на юг Сахалина, в пос. Новоалександровск (близ Южно-Сахалинска) в Сахалинский комплексный научно-исследовательский институт ДВНЦ АН СССР, в настоящее время Институт морской геологии и геофизики ДВО РАН (ИМГиГ ДВО РАН). Прошёл путь от младшего научного сотрудника до директора, доктор геолого-минералогических наук (1975), в 1979 году избран членом-корреспондентом АН СССР по отделению геологии, геофизики и геохимии (геология).
В 1977—2003 годах — директор Института морской геологии и геофизики ДВО РАН. Ему удалось создать коллектив учёных, специализирующихся на исследовании различных геологических вопросов по структурам переходной зоны от океана к континенту, по строению дна окраинных морей и океанов.
Женат, имеет двух сыновей и четырёх внуков.

## Научная деятельность
Основные направления:
- Исследования в области стратиграфии, магматизма и тектоники основных геологических систем Восточной Азии.
- Решение проблем сочленения Евроазиатского континента с впадиной Тихого океана. Учёным выполнен цикл работ, позволивших охарактеризовать строение, вещественный состав и эволюцию земной коры северо-западного сектора переходной зоны от Евразии к Тихому океану. Полученные научные данные были обобщены в геолого-геофизическом Атласе Курильской островной системы.
- Разработки в области геомеханики, предложена теория хрупкого разрушения твёрдых сред и методы расчёта формы тела оптимальной обтекаемости.

К. Ф. Сергеевым была создана научная школа геологии и геофизики и подготовлено 12 кандидатов и 3 доктора наук.

## Награды и звания
Награждён орденом Трудового Красного Знамени, орденом Почёта (1998), министерством геологии Медалью за заслуги в разведке недр, дипломом с золотым значком оргкомитета XXVII Международного геологического конгресса, дипломом имени академика А. П. Карпинского, медалью имени академика В. В. Макеева по решению Федерации космонавтики и Президиума Академии прикладных наук, в 2000 году учёным советом американского биографического института Константин Сергеев удостоен титула «Выдающийся человек двадцатого века», тем же представительным органом дважды избирался «Человеком года» в области науки. Медаль «Кто есть кто» — своего рода научный «Оскар», присуждена ему Кембриджским интернациональным центром всемирной славы. Британским биографическим центром в Кембридже присвоен титул «Человек-легенда», за фундаментальный научный вклад в механику и геологию. Также присвоены звания «Почётный ветеран Дальневосточного отделения РАН (1978)», «Почётный гражданин Сахалинской области». Член Президиума ДВО РАН. Действительный член и председатель Сахалинского центра Международной академии минеральных ресурсов.